# 布德贡甲
布德贡甲（藏語：པུ་ལྡེ་གུང་རྒྱལ།，威利转写：Pu-de gung-rgyal，?—?），又译为布德共杰、普得貢家、補得貢賈。按照藏族的传统他是吐蕃王朝第9任赞普，吐蕃王朝早期上丁二王之二。